# Benny Ruus
Sten Åke Benny Ruus, född 27 februari 1954 i Tuns församling i dåvarande Skaraborgs län, är en svensk företagsledare, nykterhetsman och förbundsordförande. 
Ruus var vd för Motorförarnas Helnykterhetsförbund (MHF) 1989−1992 och dess ordförande 1999−2009. Vidare har han varit styrelseledamot i Nationalföreningen för trafiksäkerhetens främjande (NTF).
Han var vd och kanaldirektör vid Dalslands kanal AB 1992–2019. Vidare var han chef för Dalslands turistråd under sex år på 1990-talet samt ordförande i Föreningen Sveriges och Norges kanaler och ledamot av Inland Waterways International (IWI), vilket är ett paraplyorgan för världens kanaler.
Ruus fick utmärkelsen Vänerstipendiet den 21 mars 2019 för sin gärning som ambassadör för Vänern.